# 清原王
清原王（きよはらおう、生没年不詳）は、奈良時代の皇族。名は浄原王とも記される。一品・長皇子の孫。刑部卿・長田王の子。官位は従五位上・右大舎人頭。

## 経歴
天平神護2年（766年）従五位下に直叙される。称徳朝にて何らかの理由で罰せられたらしく、位階を剥奪される（神護景雲3年（769年）乙訓王に代わって、その前任の奈貴王が正親正に再任された頃であった可能性がある）。
光仁朝に入り、宝亀2年（771年）乙訓王ともども罪を赦されて清原王は本位の従五位下に復し、翌宝亀3年（772年）大膳亮に任ぜられる。宝亀9年（778年）大炊頭を経て、宝亀10年（779年）6月に少納言に補せられるが、早くも同年9月には越後守として地方官に転じる。
桓武天皇が即位した天応元年（781年）に従五位上に叙せられ、延暦4年（785年）右大舎人頭に任ぜられ京官に復している。

## 官歴
『続日本紀』による。
- 天平神護2年（766年） 12月12日：従五位下（直叙）
- 神護景雲3年（769年）頃?：位階剥奪
- 宝亀2年（771年） 3月28日：従五位下（復位）
- 宝亀3年（772年） 11月1日：大膳亮
- 宝亀9年（778年） 2月23日：大炊頭
- 宝亀10年（779年） 6月13日：少納言。9月18日：越後守
- 天応元年（781年） 11月15日：従五位上
- 延暦4年（785年） 5月20日：右大舎人頭

## 系譜
- 父：長田王[2]
- 母：不詳
- 妻：不詳
  - 男子：直世王[3]（777-834）